# Communauté de communes d'Amikuze
Pour les articles homonymes, voir Amikuze.
La communauté de communes d'Amikuze est une ancienne communauté de communes française, située dans le département des Pyrénées-Atlantiques et la région Nouvelle-Aquitaine. La communauté de communes d'Amikuze était composée de 27 communes.

## Historique
Le 1er janvier 2017, elle fusionne avec neuf autres intercommunalités pour former la communauté d'agglomération du Pays Basque.

## Composition
La communauté de communes regroupait 27 communes :
| Nom                    | Code Insee | Gentilé                        | Superficie (km2) | Population (dernière pop. légale) | Densité (hab./km2) |
| ---------------------- | ---------- | ------------------------------ | ---------------- | --------------------------------- | ------------------ |
| Saint-Palais (siège)   | 64493      | Donapaleutar                   | 7,54             | 1 858 (2014)                      | 246                |
| Aïcirits-Camou-Suhast  | 64010      | Aiziriztar-Gamuar-Zohaztiar    | 9,50             | 671 (2014)                        | 71                 |
| Amendeuix-Oneix        | 64018      | Amendüztar-Unastar             | 7,66             | 448 (2014)                        | 58                 |
| Amorots-Succos         | 64019      | Amoroztar-Zokoztar             | 15,20            | 240 (2014)                        | 16                 |
| Arbérats-Sillègue      | 64034      | Arberaztar-Zilhekoar           | 5,29             | 281 (2014)                        | 53                 |
| Arbouet-Sussaute       | 64036      | Arbotiar-Zohotar               | 14,55            | 303 (2014)                        | 21                 |
| Aroue-Ithorots-Olhaïby | 64049      | Arüetar-Ithorroztar-Olhaibitar | 17,85            | 248 (2014)                        | 14                 |
| Arraute-Charritte      | 64051      | Arruetar-Sarrikotar            | 22,81            | 378 (2014)                        | 17                 |
| Béguios                | 64105      | Behauztar                      | 11,26            | 246 (2014)                        | 22                 |
| Béhasque-Lapiste       | 64106      | Behaskandar-Laphizketar        | 5,64             | 472 (2014)                        | 84                 |
| Beyrie-sur-Joyeuse     | 64120      | Bithirindar                    | 24,80            | 516 (2014)                        | 21                 |
| Domezain-Berraute      | 64202      | Domintxaintar-Berroetar        | 21,56            | 504 (2014)                        | 23                 |
| Etcharry               | 64221      | Etxarriar                      | 7,43             | 120 (2014)                        | 16                 |
| Gabat                  | 64228      | Gabadiar                       | 8,31             | 230 (2014)                        | 28                 |
| Garris                 | 64235      | Garrüztar                      | 3,13             | 301 (2014)                        | 96                 |
| Ilharre                | 64272      | Ilhartar                       | 10,55            | 148 (2014)                        | 14                 |
| Labets-Biscay          | 64294      | Labeztar-Bizkaitar             | 8,79             | 152 (2014)                        | 17                 |
| Larribar-Sorhapuru     | 64319      | Larribartar-Sorhapürtar        | 10,65            | 194 (2014)                        | 18                 |
| Lohitzun-Oyhercq       | 64345      | Lohitzüntar-Oihergiar          | 17,52            | 195 (2014)                        | 11                 |
| Luxe-Sumberraute       | 64362      | Lüküztar-Altzümartar           | 8,31             | 386 (2014)                        | 46                 |
| Masparraute            | 64368      | Martxuetar                     | 8,16             | 228 (2014)                        | 28                 |
| Méharin                | 64375      | Mehaindar                      | 12,73            | 267 (2014)                        | 21                 |
| Orègue                 | 64425      | Oragartar                      | 36,43            | 481 (2014)                        | 13                 |
| Orsanco                | 64429      | Ostankoar                      | 9,35             | 103 (2014)                        | 11                 |
| Osserain-Rivareyte     | 64435      | Osserainois-Rivareytar         | 6,56             | 209 (2014)                        | 32                 |
| Pagolle                | 64441      | Pagolar                        | 15,90            | 286 (2014)                        | 18                 |
| Uhart-Mixe             | 64539      | Uhartear                       | 11,74            | 215 (2014)                        | 18                 |

## Administration
| Période                                  | Période          | Identité              | Étiquette | Qualité                   |
| ---------------------------------------- | ---------------- | --------------------- | --------- | ------------------------- |
| Les données manquantes sont à compléter. |                  |                       |           |                           |
| 1993                                     | 1995             | Michel Epherre        |           | Maire d'Arbérats-Sillègue |
| 1995                                     | 2001             | Jean-Marie Larroque   |           | Maire d'Arbouet-Sussaute  |
| 2001                                     | 2008             | Marcel Arnaud         |           | Maire de Béhasque-Lapiste |
| 2008                                     | 31 décembre 2016 | Eric Narbaïs-Jaureguy |           | Maire d'Arbouet-Sussaute  |

## Compétences
Compétences obligatoires
Développement économique
Création, aménagement et gestion de zones industrielles et artisanales 
Acquisition, construction, aménagement, location et gestion de bâtiments (ateliers relais, hôtels d’entreprises…)
Soutien financier au centre d’appui aux porteurs de projets
Soutien financier à l’Office de Tourisme 
Accompagnement des acteurs économiques locaux
Aménagement de l’espace
Constitution de réserves foncières à caractère économique
Mobilier, signalétique et topo guides des itinéraires de randonnées
Programme Local de l’Habitat
Schéma de Cohérence Territoriale
Création et aménagement de Zones d’Activités Concertées
Compétences optionnelles
Environnement
- la collecte, le traitement des ordures ménagères et l'installation de déchetteries.
- la gestion du service public d’assainissement non collectif (contrôle des installations).
Politique du logement et du cadre de vie
-observatoire de l’offre locative
- mise en œuvre d’outils de programmation et d’études dans le domaine de l’habitat (OPAH, etc.)
- Dans le cadre des OPAH, contribution financière aux propriétaires bailleurs ou occupants pour des réhabilitations de logements, dans la limite d’une enveloppe fixée annuellement par l’organe délibérant 
- la Maison des Services Publics
Construction, entretien, fonctionnement d’équipements culturels et sportifs et d’équipements de l’enseignement préélémentaire et élémentaire
La piscine et les trois courts de tennis appartenant à la Communauté de Communes et installés sur le territoire de la commune de Saint-Palais.
- les deux terrains de foot et les deux terrains de rugby.- création et gestion de nouveaux terrains de sports : football, rugby, athlétisme.
- La médiathèque
- l'École de Musique.
- Création et gestion d’une salle de spectacle d’intérêt communautaire
- le Centre Intercommunal de Culture et de Loisirs Éducatifs destiné à être mis à disposition d’associations agréées par la communauté de communes et intervenant dans les domaines éducatif et culturel
Compétences facultatives
Action sociale :
- les investissements relatifs à la Clinique Médicale et Chirurgicale "SOKORRI".
- le Bâtiment "LAGUNT-ETXEA"  mis à la disposition ou loué à des services publics et des associations d'intérêt collectif agréés par la Communauté de Communes.
- La crèche halte-garderie, et le centre de loisirs sans hébergement.
- Le Relais Assistantes Maternelles.
- Le contrat enfance, le contrat éducatif local, le contrat temps libres. 
- L’adhésion à la Mission Locale.
- Soutien financier à l’association gérant le local des jeunes.
- Soutien financier à l’association gérant le portage de repas aux personnes âgées.
Animation culturelle et sportive :
- l'aide à la programmation et à la diffusion culturelle (autre que celle prise en compte pour le syndicat pour le soutien à la culture basque).
- l’adhésion à la scène de PaysRelations avec les communes 
- Les Procédures contractuelles collectives de développement
- la possibilité de mise à disposition du personnel auprès des communes membres et des syndicats intercommunaux auxquels elles adhèrent.
- l'Achat et l'utilisation de matériels, le recrutement et la gestion du personnel nécessaire à la réalisation et l’entretien de la voirie communale et la réalisation de travaux pour tiers.